# Marconi-antenne
 De Marconi-antenne is genoemd naar haar uitvinder Guglielmo Marconi en wordt gevoed met een ongebalanceerde voedingslijn zoals een coaxkabel. Ze bestaat uit een 1/4 λ  driven-element verbonden met de kern van de coax geplaatst direct boven een perfect grondvlak zoals een moeras waarbij de mantel van de coax met een aardingspen van willekeurige lengte wordt verbonden. De impedantie aan de connector is ~50Ω.
De antenne steunt op het principe waarbij een perfect grondvlak (goede geleider) het driven-element reflecteert waardoor in feite een dipool ontstaat.
De Marconi-antenne wordt uitsluitend in verticale positie tegen de grond aangetroffen en wordt vaak gebruikt voor erg lage frequenties (AM-stations) waarbij de niet geaarde metalen mast meteen het driven-element vormt. Ze is dan omnidirectioneel, verticaal gepolariseerd, erg breedbandig en heeft een lage afstralingshoek naar de horizon. Deze lage afstralingshoek maakt het mogelijk om lange afstandsverbindingen (DX) te maken.